# Lasy Bierzwnickie
Lasy Bierzwnickie – specjalny obszar ochrony siedlisk (PLH320044) zlokalizowany na terenie gmin: Bierzwnik, Krzęcin, Pełczyce, Dobiegniew i Strzelce Krajeńskie. Ma powierzchnię 8792,3 hektara. 

## Charakterystyka
Obszar jest położony na terenie dwóch województw (zachodniopomorskiego i lubuskiego), w powiatach strzelecko-drezdeneckim i choszczeńskim. Obejmuje zwarte kompleksy buczyn i dąbrów na terenie Puszczy Drawskiej. Szczególnie dobrze zachowane są kwaśne buczyny w okolicach Sowińca z licznymi śródleśnymi oczkami wodnymi, a także buczyny koło Rębusza i nad jeziorem Bierzwnik. Jeziora to w większości akweny ramienicowe, szczególnie Bierzwnik z wyspą, na której rośnie las lipowy. Akweny porośnięte są w niektórych miejscach szuwarami kłoci wiechowatej. Obszar porastają też mniejsze połacie lasów grądowych, jak wspomniany grąd lipowy na wyspie jeziora Bierzwnik. Istnieją również pozostałości torfowisk wysokich otoczonych borami brzezinami bagiennymi na torfach (okolice Chłopowa, Jagliska i nad jeziorem Bierzwnik). W rejonie Zieleniewa znajdują się ciepłe murawy napiaskowe porastające znakomicie zachowany wał ozowy.
Przez teren przechodzi droga krajowa nr 10 oraz droga wojewódzka nr 160.

## Gatunki
Na terenie obszaru występuje: jelonek rogacz, żółw błotny, czerwończyk nieparek i pachnica dębowa. W przypadku żółwia błotnego jest to jedno z najważniejszych stanowisk na zachodzie Polski. Za najpowszechniejsze gatunki ptaków na terenie obszaru uważa się bociana czarnego, rybołowa, jarząbka, puchacza i bielika. Z roślin występuje obuwik pospolity. 
Istotne siedliska na obszarze to:
- twardowodne oligotroficzne i mezotroficzne zbiorniki wodne z podwodnymi łąkami ramienic Charetea,
- starorzecza i naturalne eutroficzne zbiorniki wodne ze zbiorowiskami z Nympheion i Potamon,
- naturalne dystroficzne zbiorniki wodne,
- ciepłolubne śródlądowe murawy napiaskowe (Koelerion glaucae),
- zmiennowilgotne łąki trzęślicowe (Molinion),
- ziołorośla górskie (Adenostylion alliariae) i ziołorośla nadrzeczne (Covolvuletalia sepium),
- niżowe i górskie świeże łąki użytkowane ekstensywnie (Arrhenatherion elatioris),
- torfowiska wysokie zdegradowane, lecz zdolne do naturalnej i stymulowanej regeneracji,
- torfowiska przejściowe i trzęsawiska, przeważnie z roślinnością z Scheuchzerio-Caricetea,
- torfowiska nakredowe (Cladietum marisci, Caricetum buxbaumi, Schoenetum nigricantis),
- górskie i nizinne torfowiska zasadowe o charakterze młak, turzycowisk i mechowisk,
- kwaśne buczyny (Luzulo-Fagenion),
- żyzne buczyny,
- grąd subatlantycki,
- bory i lasy bagienne,
- łęgi wierzbowe, olszowe, topolowe i jesionowe[2].

## Zagrożenia
Główne zagrożenia dla obszaru to: zmiana stosunków wodnych, usuwanie powalonych drzew, antropopresja (rozbudowa infrastruktury), kłusownictwo, zanieczyszczanie wód.

## Rezerwaty przyrody
Na obszarze znajdują się dwa rezerwaty przyrody:
- Wyspa na Jeziorze Bierzwnik,
- Źródlisko Skrzypowe[2].